# Heuchelheim bei Frankenthal
Pour les articles homonymes, voir Heuchelheim.
Heuchelheim bei Frankenthal est une municipalité de la Verbandsgemeinde Heßheim, dans l'arrondissement de Rhin-Palatinat, en Rhénanie-Palatinat, dans l'ouest de l'Allemagne.

## Références

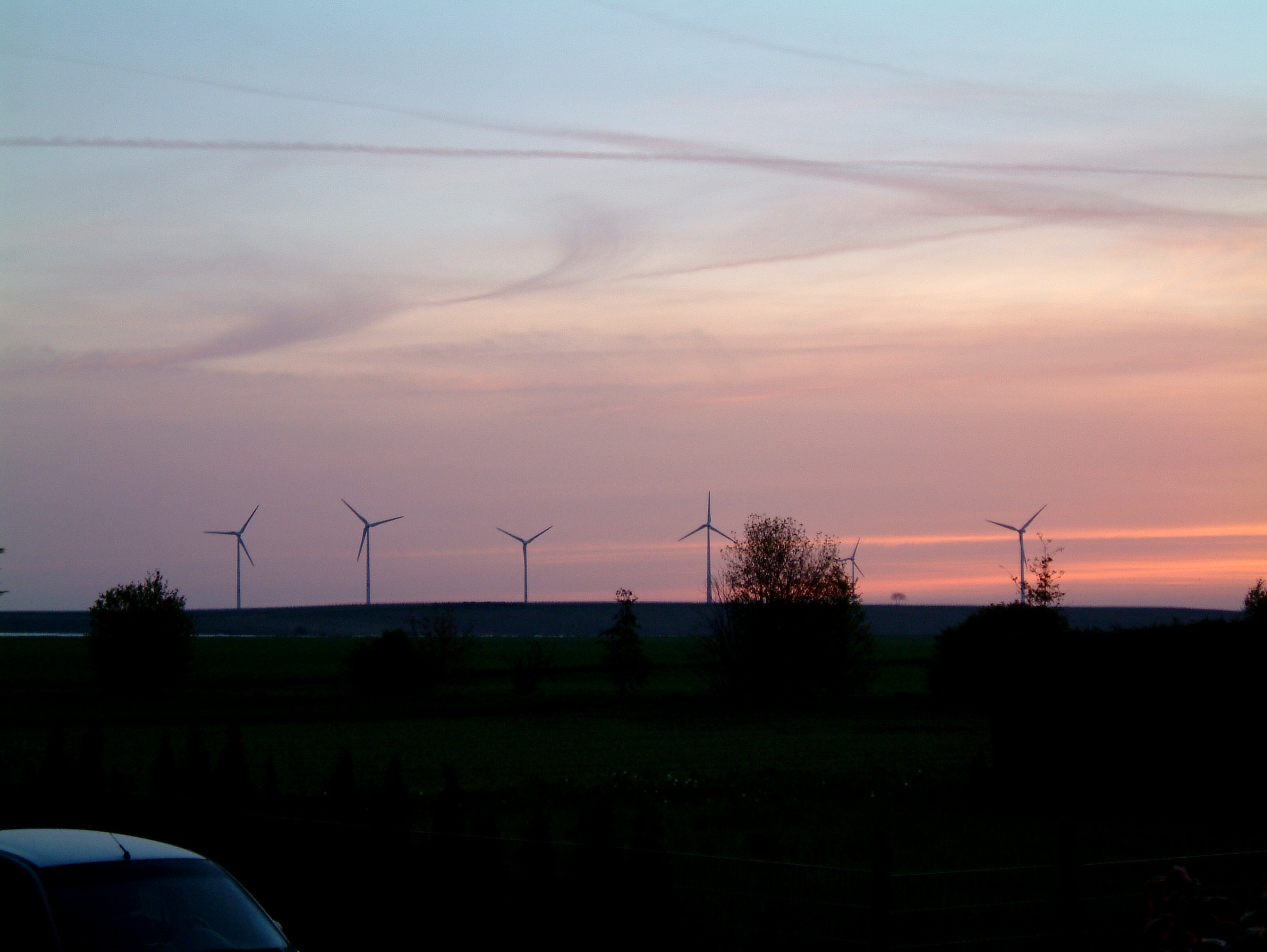
Parc éolien à proximité de Heuchelheim bei Frankenthal